# Heilbronner Neckarcup 2023
L'Heilbronner Neckarcup 2023 è stato un torneo maschile di tennis giocato sulla terra rossa. È stata la 9ª edizione del torneo, facente parte della categoria Challenger 125 nell'ambito dell'ATP Challenger Tour 2023. Si è giocato al TC Heilbronn Trappensee E.V. 1892 di Heilbronn, in Germania, dal 5 all'11 giugno 2023.

## Partecipanti

### Teste di serie
| Nazionalità | Giocatore          | Ranking* | Testa di serie |
| ----------- | ------------------ | -------- | -------------- |
| Italia      | Marco Cecchinato   | 72       | 1              |
| Spagna      | Jaume Munar        | 81       | 2              |
| Colombia    | Daniel Elahi Galán | 91       | 3              |
| Austria     | Dominic Thiem      | 92       | 4              |
| Italia      | Matteo Arnaldi     | 106      | 5              |
| Ungheria    | Fábián Marozsán    | 115      | 6              |
| Germania    | Oscar Otte         | 120      | 7              |
|             | Pavel Kotov        | 121      | 8              |

* Ranking al 29 maggio 2023.

### Altri partecipanti
I seguenti giocatori hanno ricevuto una wild card per il tabellone principale:
- Rudolf Molleker
- Dominic Thiem
- Marko Topo

I seguenti giocatori sono entrati in tabellone come alternate:
- Dan Added
- Hernán Casanova
- Cem İlkel

I seguenti giocatori sono passati dalle qualificazioni:
- Sebastian Fanselow
- Lucas Gerch
- Jérôme Kym
- Max Hans Rehberg
- Akira Santillan
- Henri Squire

Il seguente giocatore è entrato in tabellone come lucky loser:
- Maxime Janvier

## Punti e montepremi
| Torneo    | Torneo              | V      | F      | SF    | QF    | 2T    | 1T    | Q | Q2  | Q1  |
| Singolare | Punti               | 125    | 75     | 45    | 25    | 11    | 0     | 5 | 2   | 0   |
| Singolare | Premi in denaro (€) | 19,650 | 11,570 | 6,850 | 3,990 | 2,345 | 1,420 | – | 710 | 355 |
| Doppio    | Punti               | 125    | 75     | 45    | 25    | –     | 0     | – | –   | –   |
| Doppio    | Premi in denaro (€) | 8,420  | 4,900  | 2,940 | 1,750 | –     | 990   | – | –   | –   |

## Campioni

### Singolare
Matteo Arnaldi ha sconfitto in finale  Facundo Díaz Acosta con il punteggio di 7–6(4), 6–1.

### Doppio
Constantin Frantzen /  Hendrik Jebens hanno sconfitto in finale  Victor Vlad Cornea /  Philipp Oswald con il punteggio di 7–6(7), 6–4.